# Высшее медресе Мир Араб
Высшее медресе Мир Араб — первое и единственное высшее медресе при Управлении мусульман Узбекистана.
Образовано в 2017 году по инициативе президента Узбекистана Шавката Мирзиёева. Это также первое в Узбекистане религиозное образовательное учреждение. Является одним из двух одноимённых медресе в стране. Расположено в комплексе Бахауддина Накшбанда. Высшее медресе зарегистрировано Министерством юстиции 17 июля 2017 года, а официальное его открытие состоялось 7 сентября 2017 года.

## Литаретура
- Yo'ldoshev N. Bahouddin Naqshband tarixiy-me'moriy majmuasi :  [узб.] / Bobojonov Sh. — T. : Navro'z, 2019. — 115 p. — ISBN 978-9943-5655-8-6.